# Soleymieu
Soleymieu é uma comuna francesa na região administrativa de Auvérnia-Ródano-Alpes, no departamento de Isère. Estende-se por uma área de 13,36 km². Em 2010 a comuna tinha 800 habitantes (densidade: 59,9 hab./km²).